# 屈突氏
屈突為漢字複姓，沿自魏晉南北朝隋唐時期的一個外族姓氏，屬於鲜卑宇文部的庫莫奚族，與契丹同部。北魏孝文帝时曾將之改为屈姓，到西魏时又恢复为屈突氏。

## 著名人物
- 屈突長卿
  - 屈突通
  - 屈突蓋
- 屈突惠

## 延伸阅读
[在维基数据编辑]
 《欽定古今圖書集成·明倫彙編·氏族典·屈突姓部》，出自陈梦雷《古今圖書集成》